# Унисекс

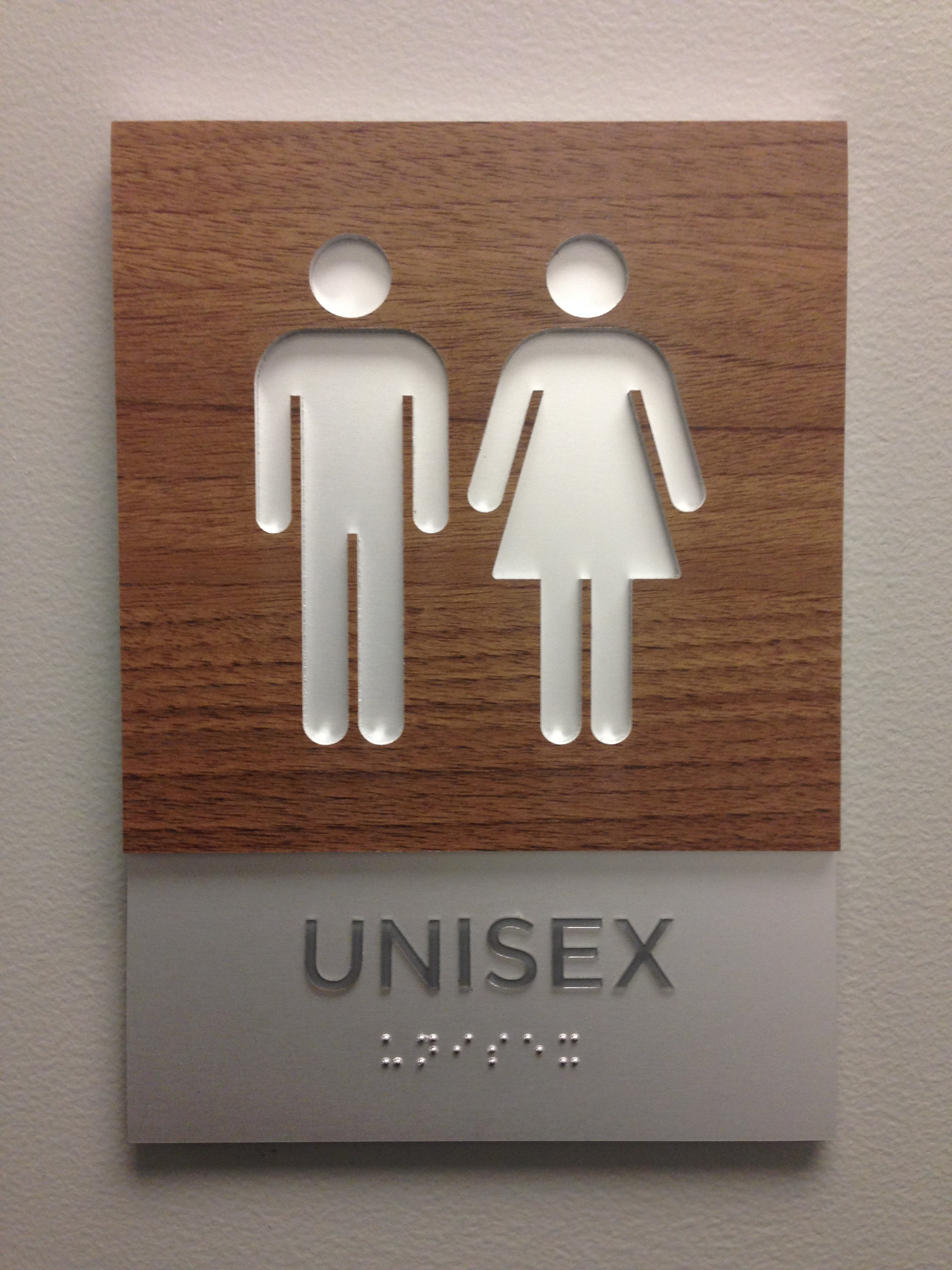

Стиль «унисе́кс» (англ. unisex; также «юнисе́кс») появился в результате изменения мужской и женской роли в обществе. Он определяет внешний вид человека, включая одежду, обувь, причёску, макияж и парфюмерию. Главная черта всех вещей этого стиля — это полное отсутствие признаков, указывающих на половую принадлежность их владельца.
Из-за анатомических различий полов, плотно прилегающая одежда (трусы, перчатки, брюки), как правило, имеет разный раскрой (соотношение частей) для «мужского» и «женского» вариантов, несмотря на внешнее сходство. Однако верхняя (куртки, пиджаки, шапки), просторная (шорты, халаты, спецовки) и обтягивающая (футболки, водолазки) — та же самая одежда зачастую может быть использована как мужчинами, так и женщинами.
Разновидности стиля «унисекс»: классический, уличный, протестный, глобалистский, милитари. Одна из первых массовых бесполых предметов одежды — джинсы.

## Возникновение и развитие
На протяжении истории одежда была более или менее гендерной в разных эпохах и местах. Например, в Европе 16-го и 17-го веков дворянская одежда включала в себя чулки, иногда гульфики и похожие на юбку объёмные пышные бриджи; в Древней Греции — туника; или юбки, которые до 19 века были одеждой не только для женщин. Важный поворотный момент на Западе произошёл в начале 19 века, когда гендерные роли стали более определёнными благодаря индустриализации.
Стиль унисекс стал развиваться на западе в 1960-е годы, когда джинсы перестали быть одеждой рабочих, ковбоев и непокорной молодёжи. Тенденция очень быстро вошла в моду под заголовком «для него и для неё».
Томас Берберри, владелец габардиновой фабрики, стремился облегчить жизнь пехотинцам, носившим тяжёлые саржевые шинели, и предложил им вместо этого лёгкие непромокаемые плащи. Уже в 60-е тренч стал частью женского гардероба.
Моряцкая одежда в полоску появилась ещё в XVII веке, в 1858 году полосатое трико стало частью официальной униформы моряков. Габриэль Шанель, включила тельняшку в свою коллекцию 1917 года, и уже к середине века тельняшка стала популярна среди женщин, к тому же одним из атрибутов архетипической парижанки. Благодаря Коко Шанель с 20-х годов стали появляться модели унисекс — брючные костюмы, джемперы.
Профессор Университета Мэриленда Джо Паолетти называет одежду унисекс коррекцией бэби-бумеров к жёстким гендерным стереотипам 1950-х годов, что само по себе было реакцией на сбивающие с толку новые роли, навязанные мужчинам и женщинам Второй мировой войной, когда женщинам пришлось занять место мужчин на тех должностях, где без брюк было не обойтись. Термин «гендер» начал использоваться для описания социальных и культурных аспектов биологического пола в 1950-х годах — молчаливое признание того, что пол и гендер могут не совпадать. Унисекс-одежда 1960-х и 70-х стремилась «размыть или пересечь гендерные границы».  Следующий крупный сдвиг произошёл в 1968 году, когда на подиумах появились коллекции, вдохновлённые космической гонкой и футуризмом.
Тенденция зародилась на парижских подиумах, где дизайнеры, такие как Пьер Карден, Андре Курреж и Пако Рабанн, создали эгалитарную «космическую эру» гладких, простых силуэтов, графических узоров и новых синтетических тканей без исторических гендерных ассоциаций. Универмаги США создали специальные отделы для одежды унисекс, хотя большинство из них закрылось к 1969 году.

## Одежда унисекс
К классической унисекс-одежде относятся:
- Джинсы;
- Футболка;
- Очки;
- Брюки;
- Трусы;
- Пуловер;
- Рубашка;
- Водолазка;
- Джемпер;
- Куртка;
- Валенки.

Более того, многие вещи в стиле милитари и сафари можно отнести к унисекс-одежде.

## Обувь унисекс
- Угги;
- Кроссовки;
- Кеды;
- Мокасины.